# Martin Steinrücke
Martin Steinrücke (* 22. März 1965 in Meschede) ist ein deutscher Betriebswirt. Er ist Inhaber des Lehrstuhls für Allgemeine Betriebswirtschaftslehre sowie Gründungsplanung und Supply Chain Management an der Rechts- und Staatswissenschaftlichen Fakultät der Universität Greifswald.

## Leben
Steinrücke schloss 1984 das Gymnasium der Stadt Meschede mit dem Abitur ab. Danach absolvierte er von 1984 bis 1987 eine Ausbildung zum Industriekaufmann und war anschließend kaufmännischer Angestellter. Zwischen 1987 und 1993 folgte dann ein Studium der Betriebswirtschaftslehre und der Mathematik an der Westfälischen Wilhelms-Universität in Münster. Er war von 1993 bis 1996 Doktorand am Lehrstuhl für Betriebswirtschaftslehre an der Universität Paderborn. 1996 promovierte er zum Dr. rer. pol. an der Universität Paderborn. Das Thema der Dissertation lautete Fuzzy Sets und ihre konzeptionelle Anwendung in der Produktionsplanung. 1997 war Martin Steinrücke als Business Consultant bei einer englischen Unternehmensberatung in Nottingham und Hamburg beschäftigt.
Die nächste Station war von 1998 bis 2004 die Beschäftigung als Wissenschaftlicher Assistent von Günter Fandel am Lehrstuhl für Betriebswirtschaft der Fernuniversität in Hagen. Von 2005 bis 2006 war Steinrücke Lehrbeauftragter an der Wirtschaftswissenschaftlichen Fakultät der Universität Münster sowie Dozent für die Fächer Mathematik und Statistik an der Europäischen Fachhochschule. 2006 habilitierte er sich mit der Schrift Termin-, Kapazitäts- und Materialflussplanung bei auftragsorientierter Werkstattfertigung. Im selben Jahr wurde ihm die Lehrberechtigung für Betriebswirtschaftslehre durch den Fachbereich Wirtschaftswissenschaft der Fernuniversität in Hagen verliehen. Von 2006 bis 2007 war er Gastprofessor für Betriebswirtschaftslehre an der Universität Münster.
Seit Januar 2008 ist Steinrücke Inhaber des Lehrstuhls für ABWL sowie Gründungsplanung und Supply Chain Management an der Rechts- und Staatswissenschaftlichen Fakultät der Universität Greifswald.
Steinrücke ist einer von 172 Wirtschaftsprofessoren, die im Juli 2012 den Offenen Brief der Ökonomen zur Eurokrise unterzeichnet haben.

## Forschungsschwerpunkte
Die Forschungsschwerpunkte von Martin Steinrücke und seinen wissenschaftlichen Mitarbeitern umfassen strategische Netzwerkplanung, Supply-Chain Netzwerke, betriebliche Standort- und Layoutplanung sowie betriebliche Produktion und Logistik bei Werkstattfertigung.

## Schriften (Auswahl)
- Fuzzy Sets und ihre konzeptionelle Anwendung in der Produktionsplanung. Deutscher Universitäts-Verlag, Wiesbaden 1997, ISBN 978-3-8244-0342-4 (Zugleich: Universität Paderborn, Dissertation, 1996).
- Ein Überblick zur Theorie der Produktionsplanung. Fernuniversität in Hagen, 2006.
- Termin-, Kapazitäts- und Materialflussplanung bei auftragsorientierter Werkstattfertigung. 1. Auflage. Deutscher Universitäts-Verlag, Wiesbaden 2007, ISBN 978-3-8350-0726-0 (Zugleich: Fernuniversität in Hagen, Habilitationsschrift, 2006).